# Mała Durna Przełęcz
Mała Durna Przełęcz (słow. Malá Lastovičia štrbina, niem. Egenhofferscharte, węg. Egenhoffer-rés) – przełęcz położona na wysokości ok. 2535 m n.p.m. w długiej południowo-wschodniej grani Wyżniego Baraniego Zwornika w słowackich Tatrach Wysokich. Jej siodło oddziela Mały Durny Szczyt na wschodzie od Czubatej Turni na zachodzie. Dla taterników (w szczególności od strony Doliny Pięciu Stawów Spiskich) stanowi dogodny dostęp do pobliskich wierzchołków.
Najlepsza droga na Małą Durną Przełęcz prowadzi od południa trawersem przez południowo-zachodnią ścianę Małego Durnego Szczytu. Możliwe jest też wejście południowo-zachodnim żlebem przez Spiski Kocioł w Dolinie Pięciu Stawów Spiskich. Trudniejsze jest podejście od północy z Doliny Dzikiej.
Polskie i słowackie nazewnictwo Małej Durnej Przełęczy pochodzi od pobliskiej Durnej Przełęczy, która oddziela Mały Durny i Durny Szczyt. Nazwy niemiecka i węgierska pochodzą od Czubatej Turni i upamiętniają Teréz Egenhoffer – węgierską taterniczkę.
Pierwsze wejścia:
- Gyula Dőri, 13 czerwca 1902 r. – letnie,
- Lajos Károly Horn, Gyula Komarnicki, Roman Komarnicki i Jenő Serényi, 2 stycznia 1910 r. – zimowe[2].

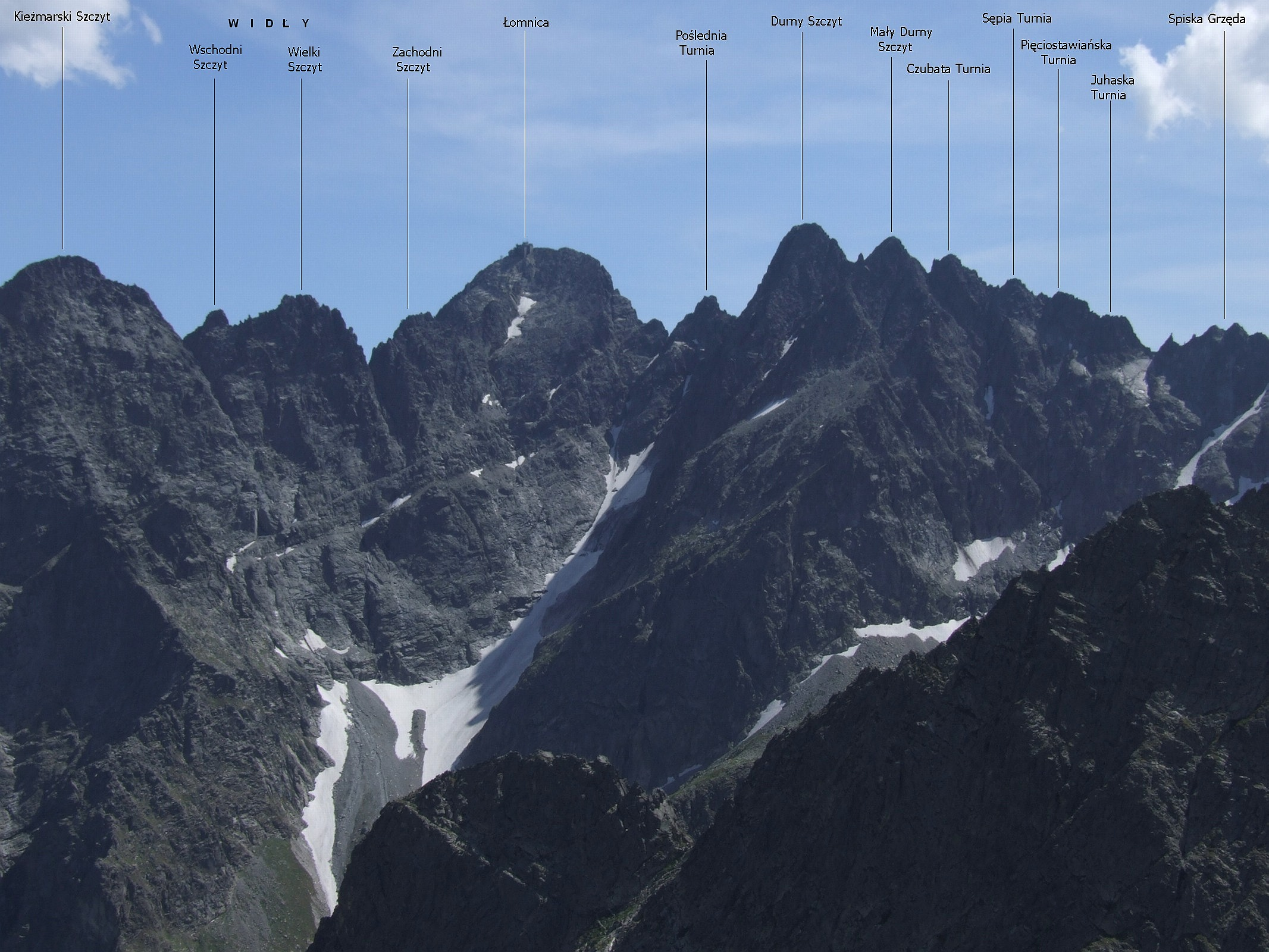
Mała Durna Przełęcz widoczna pomiędzy Małym Durnym Szczytem a Czubatą Turnią